# Csernegyház
Csernegyház (románul: Cerneteaz) falu Romániában, a Bánátban, Temes megyében.

## Fekvése
Temesvártól nyolc kilométerrel északra, az Ó-Béga jobb partján fekszik.

## Nevének eredete
Először 1470-ben, Chernezhaza alakban említették. Ennek a névnek az előtagja egy szláv eredetű Csernec személynév lehetett. 1487-ben Cherneczhaza, 1554-ben Čırnihaz, 1723–25-ben Cernitkais, 1761-ben Csernithasa. Mai magyar neve népetimológia útján keletkezett. Románul 1924–25-ben Cernești-nek nevezték.

## Története
Korábban a Berekszó-patak bal partján feküdt, és a gyakori áradások miatt költözött mai helyére. 1554-ben 18, 1717-ben 52 házzal írták össze. 1761-ben királyi altiszttartóság és erdőkerülőség székhelye volt. Vályi András 1796-ban román–szerb falunak mondja. Birtokosa részben a kamara, részben Sándor Mihály volt. Jó dohánya termett, és lakói a méhtartásból is bevételhez jutottak. Az 1830-as években, Fényes Elek szerint már román falu, birtokosa a kincstár. 4646 holdas határából 2276 volt úrbéri szántó, 658 kaszáló és 306 legelő, 605 hold majorsági erdő. A 20. század elején a községhez tartozott a Prekajszky Péter birtokán fekvő Pál-puszta. 1956 után egy ideig községközpont volt. 2008-ban népszavazást írtak ki önálló községgé nyilvánításáról, bár lakossága 2002-ben nem érte el a törvényben megszabott 1500 fős minimumot.
1880-ban 1321 lakosából 1147 vallotta magát román, 57 német és 16 magyar anyanyelvűnek; 1244 ortodox és 63 római katolikus vallásúnak.
2002-ben 1002 lakosából 790 vallotta magát román, 103 cigány, 76 magyar és 22 ukrán nemzetiségűnek; 762 ortodox, 124 pünkösdi és 67 római katolikus vallásúnak. (A faluról szóló híradások szerint a cigányok száma ennél valószínűleg magasabb.)

## Nevezetességek
- A falu Temesgyarmat felőli bejáratánál egy, a helyiek szerint a török korban épült híd.
- Klasszicista stílusú ortodox temploma 1846-ban épült.

## Híres emberek
- Itt született 1948-ban Aquilina Birăescu író.